# Anna-Lena Fritzon
Anna-Lena Katarina Fritzon (Vansbro, 7 marzo 1965) è un'ex triatleta e sciatrice nordica svedese attiva sia nello sci di fondo sia nel biathlon.

## Biografia

### Carriera nel biathlon
In carriera prese parte a un'edizione dei Campionati mondiali, Chamonix 1984 (9ª nell'individuale il miglior risultato).

### Carriera nel triathlon
In carriera prese parte a un'edizione dei Campionati europei, Immenstadt 1985, vincendo una medaglia.

### Carriera nello sci di fondo
In Coppa del Mondo ottenne il primo podio, nonché primo risultato di rilievo, il 9 marzo 1985 a Falun (3ª).
In carriera prese parte a due edizioni dei Giochi olimpici invernali, Calgary 1988 (17ª nella 15 km, 13ª nella 10 km, 9ª nella 20 km, 6ª nella staffetta) e Lillehammer 1994 (35ª nella 15 km, 19ª nella 15 km, 25ª nell'inseguimento, 6ª nella staffetta), e a due dei Campionati mondiali (4ª nella staffetta a Lahti 1989 il miglior risultato).

## Palmarès

### Triathlon

#### Campionati europei
- 1 medaglia:
  - 1 argento (élite a Immenstadt 1985)

### Sci di fondo

#### Coppa del Mondo
- Miglior piazzamento in classifica generale: 15ª nel 1988
- 2 podi (entrambi individuali[1]):
  - 1 secondo posto
  - 1 terzo posto